# Xian de Ji (Shanxi)
Pour les articles homonymes, voir Ji.
Le xian de Ji (吉县 ; pinyin : Jí Xiàn) est un district administratif de la province du Shanxi en Chine. Il est placé sous la juridiction de la ville-préfecture de Linfen.

## Démographie
La population du district était de 100 778 habitants en 1999.